# Xalet de Cal Vila
El Xalet de Cal Vila és un edifici noucentista del municipi de Bovera (Garrigues) que forma part de l'Inventari del Patrimoni Arquitectònic de Catalunya.

## Descripció
És un habitatge unifamiliar de planta baixa i pis, de planta quadrada i coberta amb una teulada a quatre aigües de teula. En destaca sobretot el porxo d'entrada de la façana principal, a manera d'atri. La part superior és una terrassa amb balconada de ferro rematada als angles per dues boles de pedra respectivament. La façana està tota arrebossada i els llocs destacats com la cornisa, obertures... són d'un vermellós teula. A totes les façanes hi ha una distribució simètrica i ordenada de les obertures.
Tota la casa està rodejada per una petita banda de maons, record de les bandes llombardes romàniques. La casa està envoltada per un petit jardí i tot el recinte està enreixat alternat amb pilones d'obra en consonànica amb la resta de l'edificació.
Tot i que una mica reformat, el seu aspecte original manté el caràcter constructiu de les edificacions de principis de segle xx, fetes amb un gust modernista, en el sentit d'innovació, i popular.